# Bromelia
Bromelia är ett släkte av gräsväxter. Bromelia ingår i familjen ananasväxter.
Bromeliaarterna förekommer i Syd- och Mellanamerika och är örter med rosettställbad blad, vilka kan bli upp till 3 meter långa. Blommorna är klaslikt samlade. Frukterna är bär och välsmakande. Flera arter används på grund av sina styva, i kanten taggiga blad som häckväxter; bladens bastfibrer används som spånadsmaterial, till beredning av bindgarn och rep samt för tillverkning av borstar.
Släktet uppkallades av Carl von Linné efter läkaren och botanisten Olof Bromelius som var verksam i Stockholm och Göteborg.

## Bildgalleri

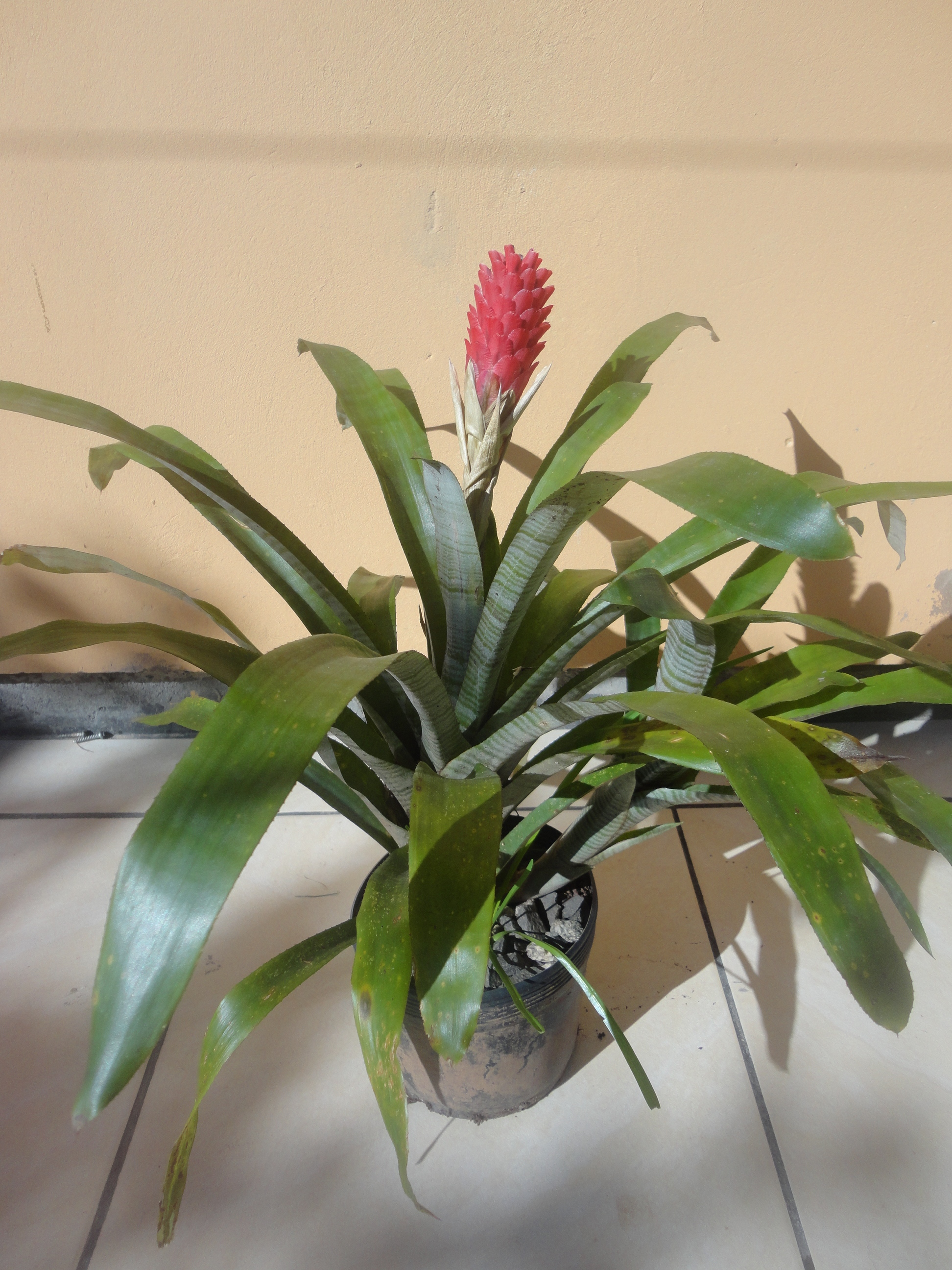
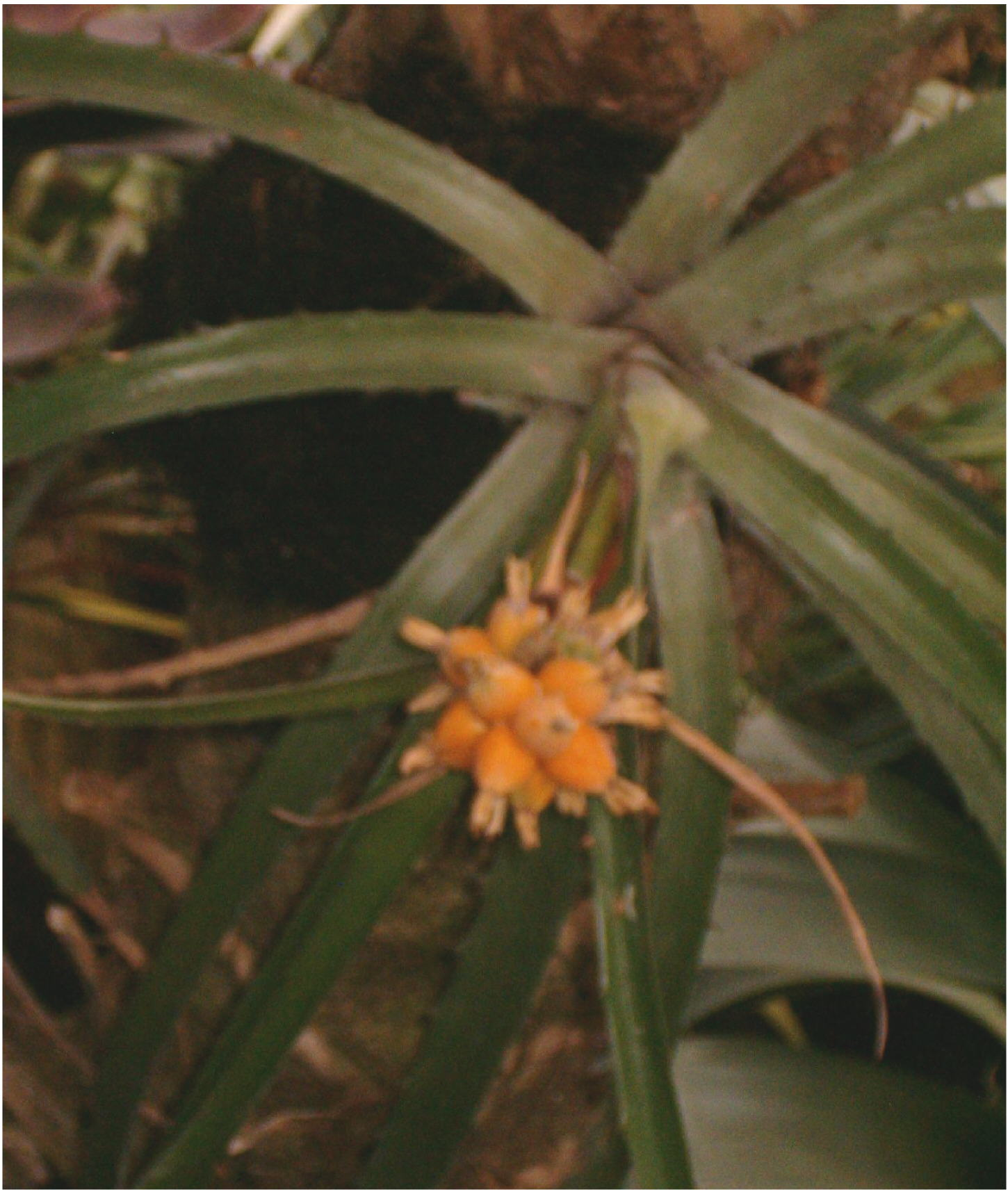
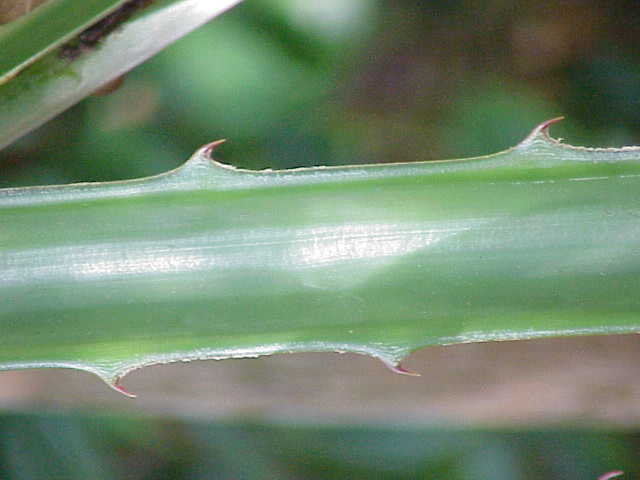
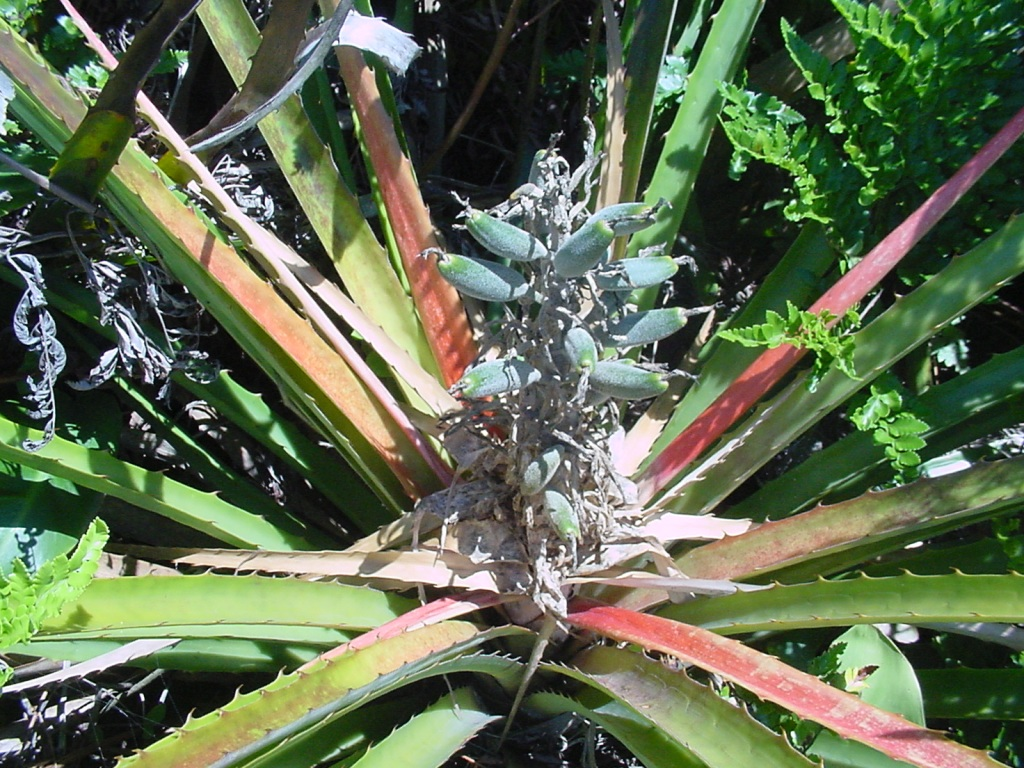
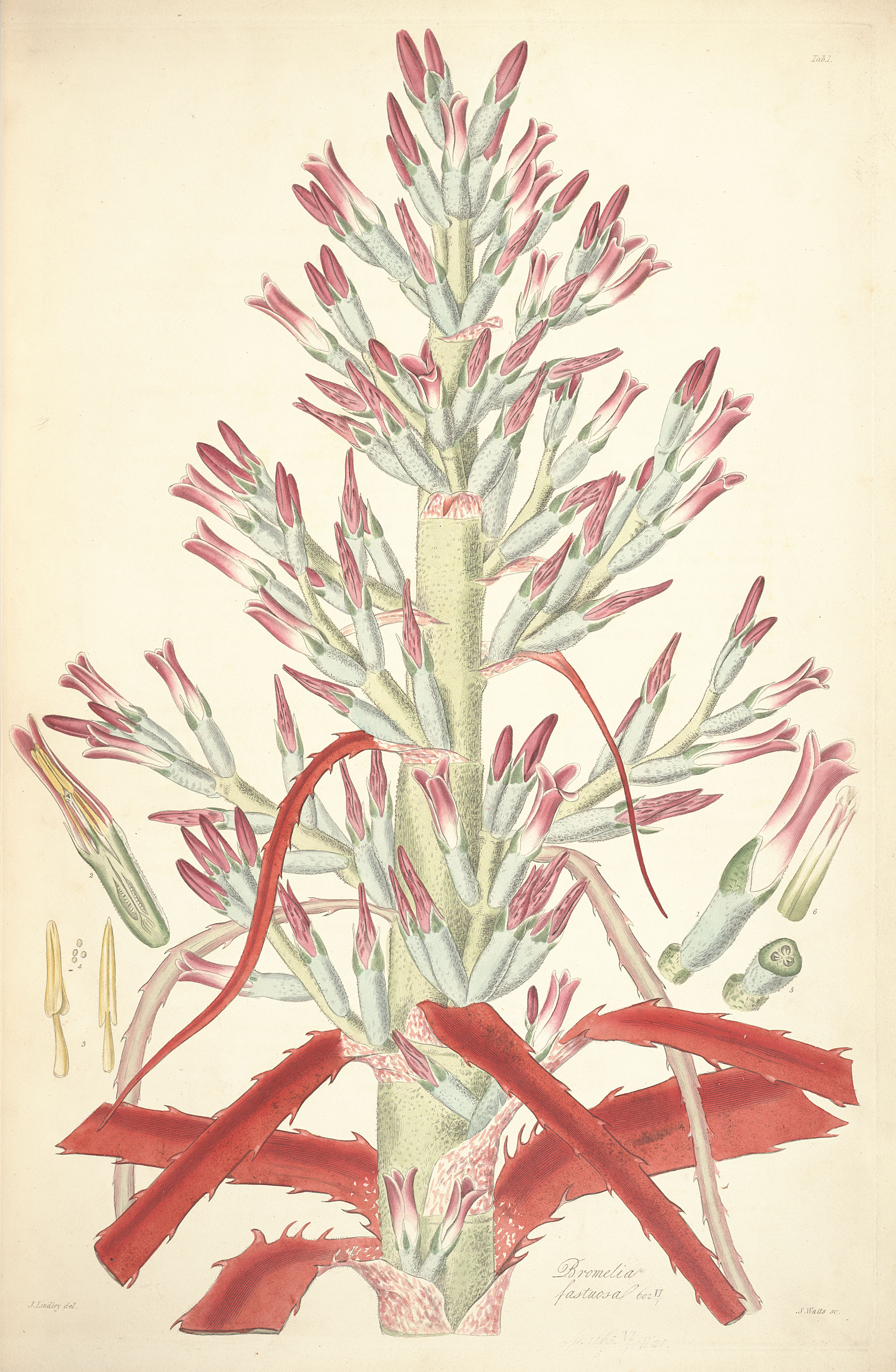
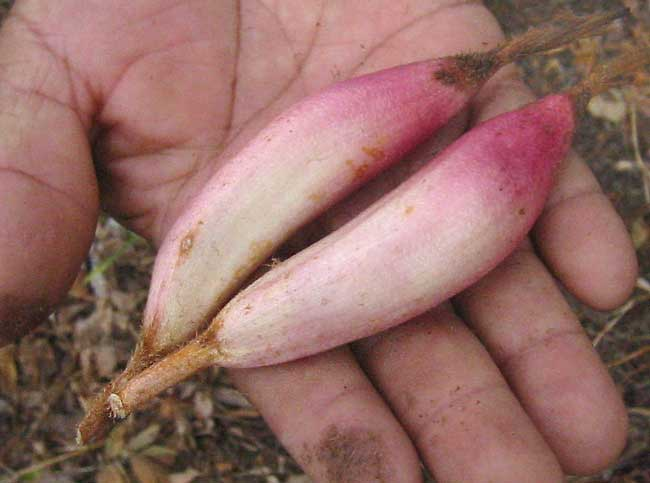

## Arter i släktetBromelia, i alfabetisk ordning[1]
- Bromelia agavifolia
- Bromelia alsodes
- Bromelia alta
- Bromelia antiacantha
- Bromelia araujoi
- Bromelia arenaria
- Bromelia arubaiensis
- Bromelia auriculata
- Bromelia balansae
- Bromelia binotii
- Bromelia braunii
- Bromelia charlesii
- Bromelia chrysantha
- Bromelia eitenorum
- Bromelia epiphytica
- Bromelia estevesii
- Bromelia exigua
- Bromelia flemingii
- Bromelia fosteriana
- Bromelia fragilis
- Bromelia glaziovii
- Bromelia goeldiana
- Bromelia goyazensis
- Bromelia grandiflora
- Bromelia granvillei
- Bromelia gurkeniana
- Bromelia hemisphaerica
- Bromelia hieronymi
- Bromelia horstii
- Bromelia humilis
- Bromelia ignaciana
- Bromelia interior
- Bromelia irwinii
- Bromelia karatas
- Bromelia laciniosa
- Bromelia lagopus
- Bromelia legrellae
- Bromelia lindevaldae
- Bromelia macedoi
- Bromelia minima
- Bromelia morreniana
- Bromelia nidus-puellae
- Bromelia oliveirae
- Bromelia palmeri
- Bromelia pinguin
- Bromelia poeppigii
- Bromelia redoutei
- Bromelia regnellii
- Bromelia reversacantha
- Bromelia rondoniana
- Bromelia scarlatina
- Bromelia serra
- Bromelia superba
- Bromelia sylvicola
- Bromelia tarapotina
- Bromelia trianae
- Bromelia tubulosa
- Bromelia urbaniana
- Bromelia villosa